# Мире Анастасов
Страшимир (Мире) Анастасов – Ристо е югославски комунистически партизанин.

## Биография
Мире Анастасов е племенник на българския писател Павел Матев. Близък е на Павел Шатев. През 1928 година става член на Съюз на комунистическата младеж на Югославия и ръководи местната организация в Куманово. По-късно става член на Югославската комунистическа партия. През 1934 година Анастасов е избран за секретар на Покрайненския комитет на ЮКП за Македония след като комитета се премества в Куманово. На следващата година участва на Сплитския пленум на ЦК на ЮКП като делегат от Македония.
През 1929 година се достига до разкрития в партийната организация в Македония и Анастасов е арестуван. Осъден е на 3 години затвор и лежи в Сремска Митровица. След като излиза се включва в дейностите на ЮКП, въпрески че е временно отстранен във връзка с ликвидирането на фракцията на Петко Милетич. Между 1934 и 1935 година пак лежи в затвора.
По време на българското управление на Вардарска Македония живее в София. По инициатива на Павел Шатев се включва в разузнавателните дейности на съветските служби. Групата на Анастасов е разкрита обаче, а той е осъден на смърт, но присъдата му е отменена с доживотен затвор.
Освободен е след 9 септември 1944 и става политически комисар на бригада „Гоце Делчев“. На 26 октомври 1944 година в телеграма до Кирил Мильовски е привикан заедно с Олга Петрушева, Петър Шанданов, Кръстьо Гермов, Александър Мартулков, Туше Делииванов, Григор Ташков, Венко Марковски, Фила Марковска и Павел Шатев за евентуалното им участие в управлението на бъдещата република. На 27 октомври 1944 година е кооптиран за член на АСНОМ и влиза в неговия Втори президиум като председател на Върховния съд. След Втората световна война в периода 1946-1948 година е пръв югославски посланик в Белгия и Люксембург. След Резолюцията на Информбюро за ЮКП от юни 1948 година, е изпратен в лагера Голи Оток, след конфликт с Лазар Колишевски, защото не приема неговата оценка, че Методи Шаторов е предател.